# Euromast
Euromast – wieża widokowa w holenderskim mieście Rotterdam. Wysoka na 185 metrów wieża jest najwyższą budowlą w Holandii, która jest otwarta dla zwiedzających. Ze względu na swój charakterystyczny kształt wieża jest jedną z najbardziej rozpoznawalnych budowli Rotterdamu.

## Historia
Euromast został zbudowany w latach 1958–1960 na skraju parku pobliżu wjazdu do tunelu Maastunnel. Wieża została otwarta dla zwiedzających w dniu 25 marca 1960 roku z okazji wystawy kwiatowej Floriade odbywającej się w Het Park. Uroczystego otwarcia dokonała księżniczka Beatrycze, przyszła królowa Niderlandów. Wieża jest betonową budowlą w kształcie tuby o średnicy 9 metrów ze ścianami o grubości 30 centymetrów. Wewnątrz znajduje się szyb dla dwóch wind, które poruszają się z prędkością 4 m/s i wynoszą zwiedzających na wysokość 100m do przeszklonej restauracji w kształcie kuli okalającej wieżę. Restauracja zwana bocianie gniazdo (niderl. kraaiennest) została wykonana ze stali i zmontowana na poziomie gruntu, a następnie konstrukcja ważąca 240 ton została podniesiona na wysokość 100m i zamontowana wokół wieży. Tą samą metodą wykonano taras widokowy w formie repliki nawigacyjnego mostka kapitańskiego, który został zamocowany na wysokości 32 metrów. Aby utrzymać środek ciężkości tak ogromnej budowli możliwie nisko, a tym samym zwiększyć jej stabilność, wylano pod ziemią blok betonowy o wadze 1900 ton, który stanowi fundament wieży.
W 1970 roku na szczycie Euromastu postawiono 85-metrową nadbudowę i obrotowy, przeszklony taras widokowy na wysokości 112 metrów. Taras obraca się powoli, dzięki czemu goście mogą patrzeć w dół na całą panoramę Rotterdamu.
W 2010 roku Eromast został wpisany do rejestru zabytków Holandii.

## Galeria

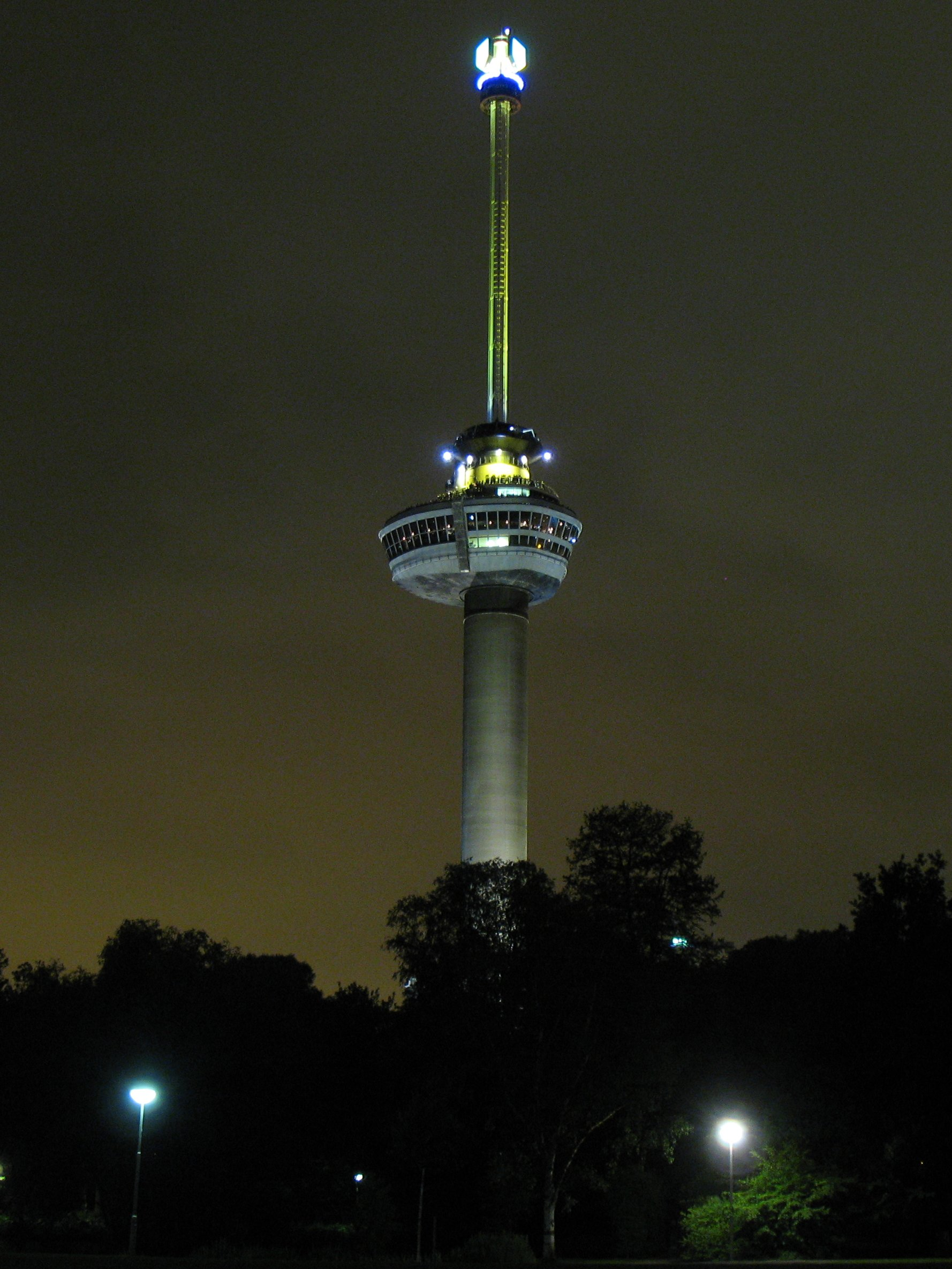
Euromast nocą
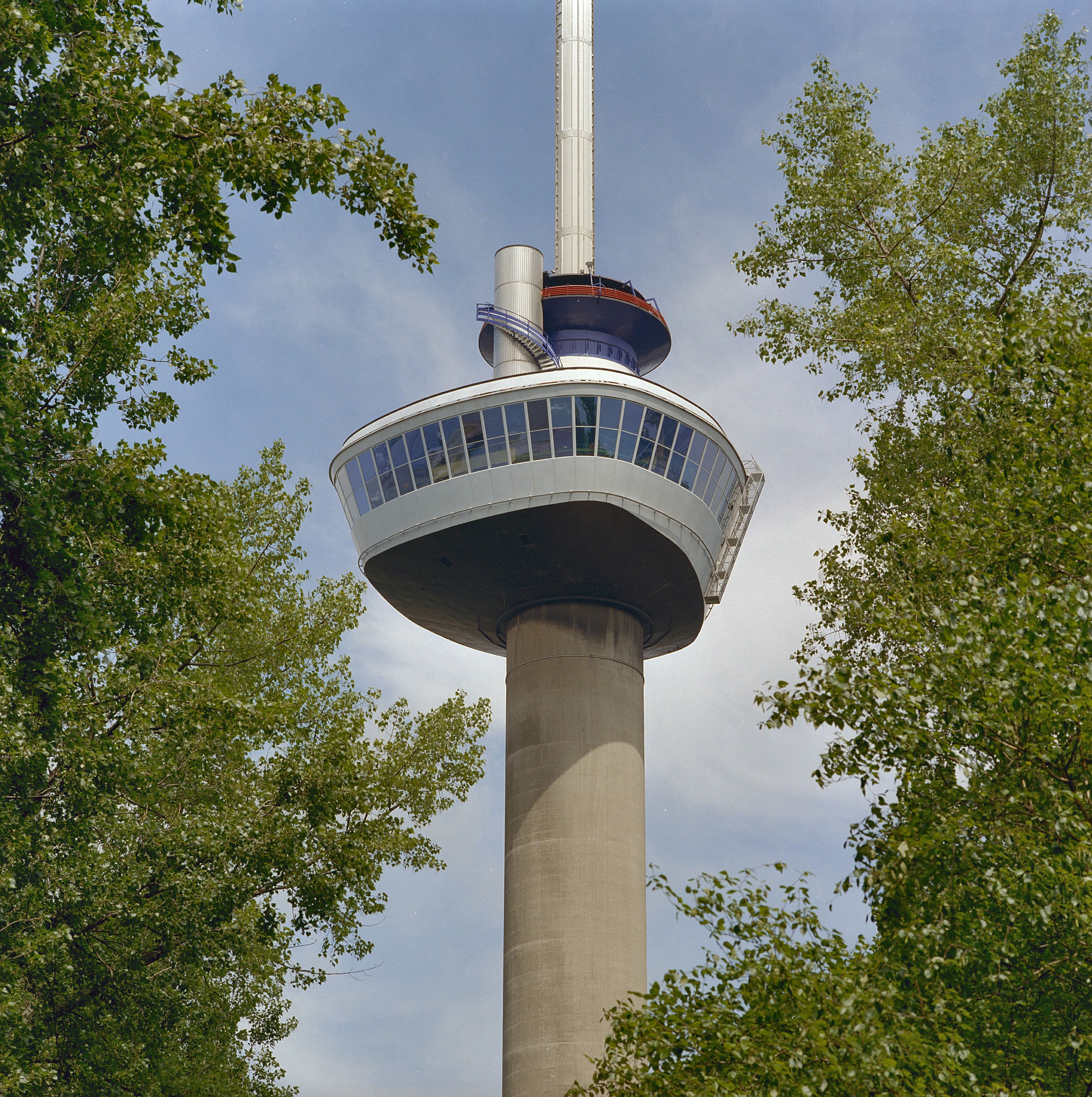
Restauracja Bocianie gniazdo
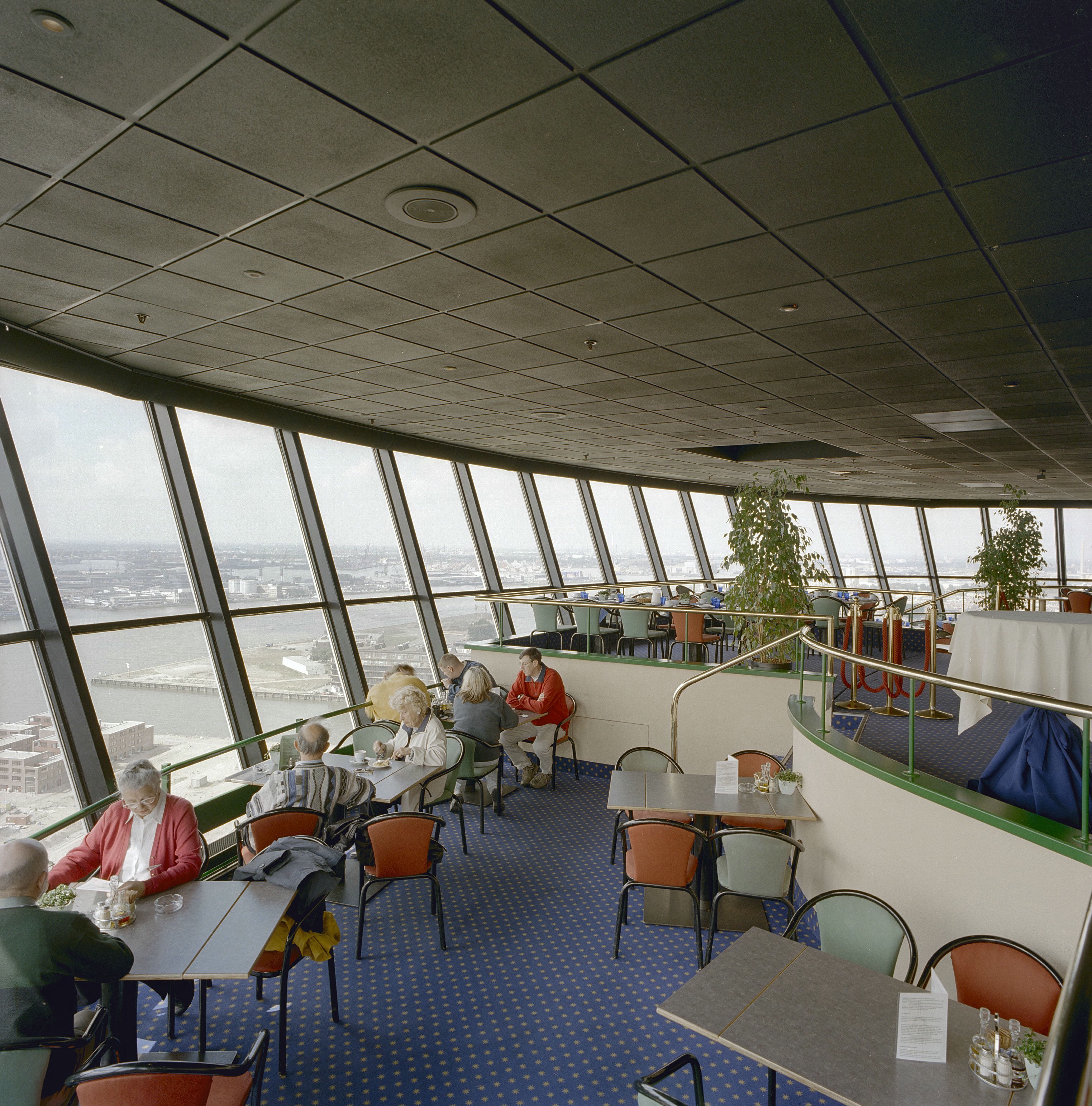
Restauracja wewnątrz
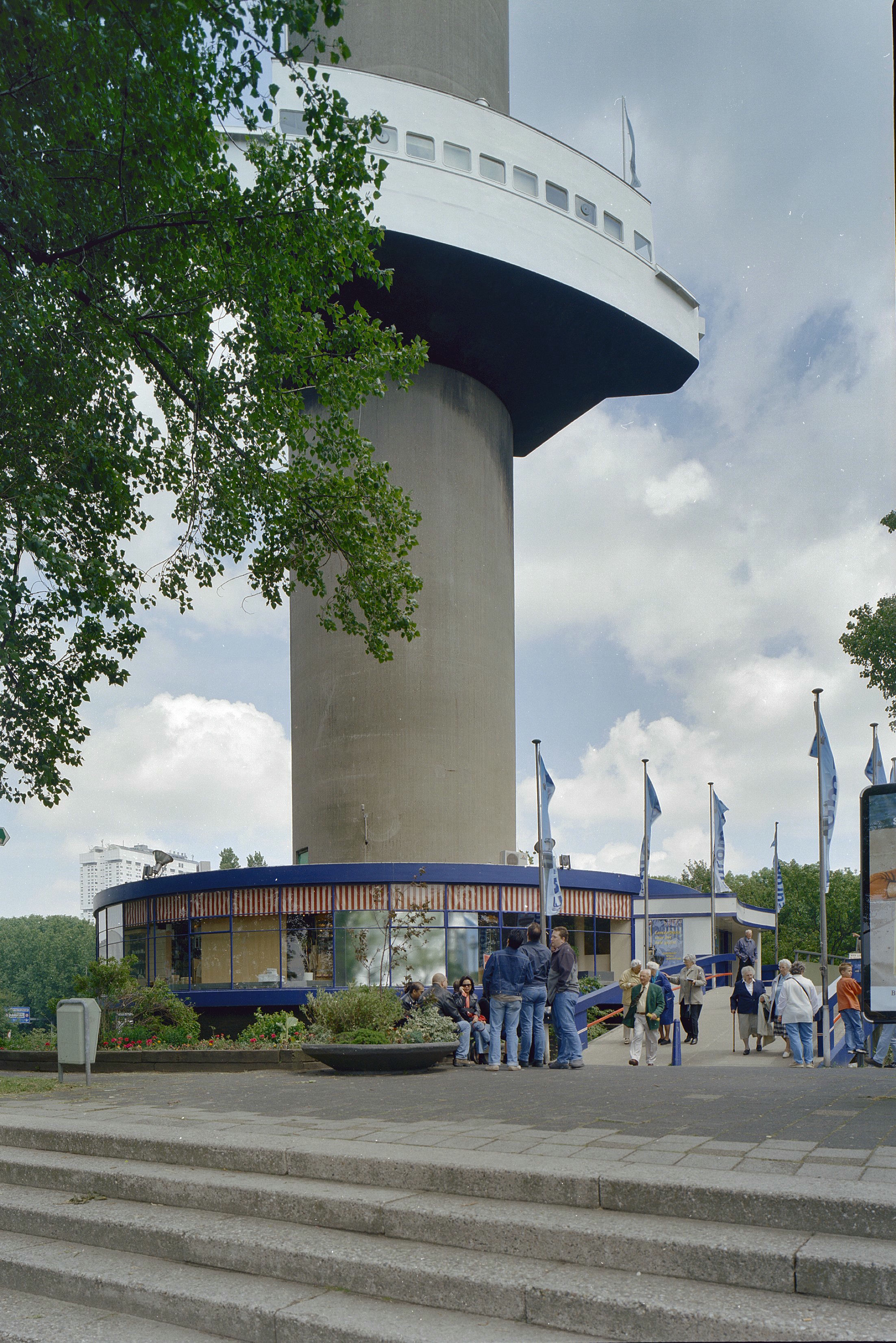
Taras Mostek kapitański
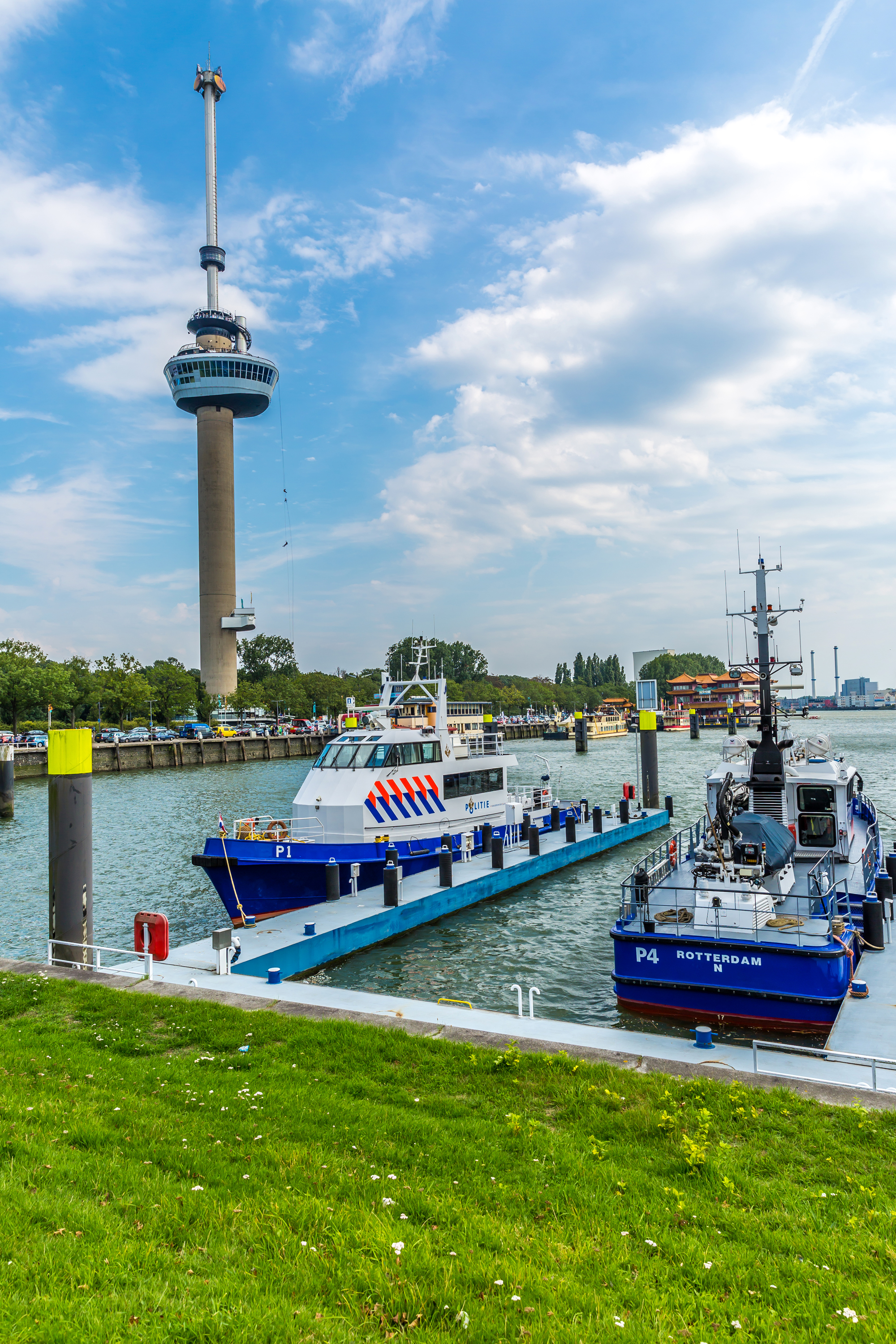
Widok na Euromast od strony portu